# Сантиэстебан, Анхель
А́нхель Сантиэсте́бан (исп. Ángel Santiesteban Prats, р. 2 августа 1966 года, Гавана) — кубинский писатель, блогер, правозащитник.

## Биография
Автор нескольких романов и сборников новелл. Ведет блог «Нелюбимые дети» (Los Hijos que Nadie Quiso). C 2009 преследуется кубинскими властями, несколько раз подвергался аресту. 8 декабря 2012 был по обвинению в насилии осуждён на 5 лет тюремного заключения (28 января 2013 приговор, вызвавший протесты международной общественности, утвержден Верховным Судом Кубы). В настоящее время находится в тюрьме, где продолжает писать.

## Книги
- Сон в летний день/ Sueño de un día de verano, повесть (1998)
- Нелюбимые дети/ Los hijos que nadie quiso, новеллы (2001)
- Блаженны плачущие/ Dichosos los lloran, новеллы (2006)
- Лаура в Гаване/ Laura à La Havane (2012, на фр. яз.)
- Лето, которое Бог проспал/ El verano en que Dios dormía, роман (2013, премия Франца Кафки[1])

## Признание
Член Союза писателей и художников Кубы (UNEAC). Проза Сантиэстебана переведена на английский, французский, словенский языки, представлена в крупнейших антологиях современной кубинской литературы. Он — лауреат нескольких национальных и международных премий (премия Radio France International имени Хуана Рульфо, 1989; премия UNEAC, 1995; премия Алехо Карпентьера, 2001; премия Casa de las Américas, 2006).